# Jagdgeschwader 131
A Jagdgeschwader 131 foi uma asa de caças da Luftwaffe, durante a Alemanha Nazi. Foi formada no dia 15 de março de 1937 em Jesau, a partir de partes da JG 132. Em 1 de maio de 1939 a unidade foi extinta, tendo o seu efectivo e aeronaves passado a designar-se Stab/JG 2. Entre 1938 e 1939, esta unidade teve o nome "Richthofen" adicionado ao seu nome, em honra ao barão vermelho.

## Comandante
- Major Gerd von Massow, 1 de novembro de 1938 - 1 de maio de 1939